# Colmar (quận)
Quận Colmar là một quận của Pháp, nằm ở tỉnh Haut-Rhin, trong vùng Alsace. Quận này có 6 tổng và 62 xã.

## Các đơn vị hành chính

### Các tổng
Các tổng của quận Colmar là: 
1. Andolsheim
2. Colmar-Nord
3. Colmar-Sud
4. Munster
5. Neuf-Brisach
6. Wintzenheim

### Các xã
Các xã của quận Colmar, và mã INSEE là: 
| 1. Algolsheim (68001)               | 2. Andolsheim (68007)            | 3. Appenwihr (68008)                |
| 4. Artzenheim (68009)               | 5. Balgau (68016)                | 6. Baltzenheim (68019)              |
| 7. Biesheim (68036)                 | 8. Bischwihr (68038)             | 9. Breitenbach-Haut-Rhin (68051)    |
| 10. Colmar (68066)                  | 11. Dessenheim (68069)           | 12. Durrenentzen (68076)            |
| 13. Eguisheim (68078)               | 14. Eschbach-au-Val (68083)      | 15. Fortschwihr (68095)             |
| 16. Geiswasser (68104)              | 17. Griesbach-au-Val (68109)     | 18. Grussenheim (68110)             |
| 19. Gunsbach (68117)                | 20. Heiteren (68130)             | 21. Herrlisheim-près-Colmar (68134) |
| 22. Hettenschlag (68136)            | 23. Hohrod (68142)               | 24. Holtzwihr (68143)               |
| 25. Horbourg-Wihr (68145)           | 26. Houssen (68146)              | 27. Husseren-les-Châteaux (68150)   |
| 28. Jebsheim (68157)                | 29. Kunheim (68172)              | 30. Logelheim (68189)               |
| 31. Luttenbach-près-Munster (68193) | 32. Metzeral (68204)             | 33. Mittlach (68210)                |
| 34. Muhlbach-sur-Munster (68223)    | 35. Munster (68226)              | 36. Muntzenheim (68227)             |
| 37. Nambsheim (68230)               | 38. Neuf-Brisach (68231)         | 39. Obermorschwihr (68244)          |
| 40. Obersaasheim (68246)            | 41. Riedwihr (68272)             | 42. Sainte-Croix-en-Plaine (68295)  |
| 43. Sondernach (68311)              | 44. Soultzbach-les-Bains (68316) | 45. Soultzeren (68317)              |
| 46. Stosswihr (68329)               | 47. Sundhoffen (68331)           | 48. Turckheim (68338)               |
| 49. Urschenheim (68345)             | 50. Vœgtlinshoffen (68350)       | 51. Vogelgrun (68351)               |
| 52. Volgelsheim (68352)             | 53. Walbach (68354)              | 54. Wasserbourg (68358)             |
| 55. Weckolsheim (68360)             | 56. Wettolsheim (68365)          | 57. Wickerschwihr (68366)           |
| 58. Widensolen (68367)              | 59. Wihr-au-Val (68368)          | 60. Wintzenheim (68374)             |
| 61. Wolfgantzen (68379)             | 62. Zimmerbach (68385)           |                                     |